# What About Your Friends
A What About Your Friends a TLC amerikai együttes harmadik kislemeze első, Ooooooohhh.... On the TLC Tip című albumáról. A dal az együttes harmadik top 10 dala lett a Billboard Hot 100 slágerlistán (a 7. helyet érte el), és aranylemez lett az Egyesült Államokban. T-Boz énekel benne, de egyes koncerteken Left Eye adta elő. Remixe egyike OutKast egyik első szerepléseinek. A videóklipet egy parkban forgatták.

## Helyezések
| Slágerlista (1992)                               | Legmagasabb helyezés |
| ------------------------------------------------ | -------------------- |
| USA Billboard Hot Dance Music/Maxi-Singles Sales | 5                    |
| USA Billboard Hot R&B/Hip-Hop Singles & Tracks   | 2                    |
| USA Billboard Rhythmic Top 40                    | 1                    |
| USA Billboard Hot 100                            | 7                    |
| USA Billboard Top 40 Mainstream                  | 18                   |
| Brit kislemezlista                               | 59                   |
| Év végi slágerlista (1992)                       | Helyezés             |
| USA Billboard Hot 100                            | 88                   |
| Év végi slágerlista (1993)                       | Helyezés             |
| USA Billboard Hot 100                            | 62                   |